# Новогригоровка (Витовский район)
Новогриго́ровка (укр. Новогригорівка) — село в Витовском районе Николаевской области Украины.
Основано в 1929 году. Население по переписи 2001 года составляло 467 человек. Почтовый индекс — 57263. Телефонный код — 512.

## Местный совет
57263, Николаевская область, Витовский р-н, с. Шевченково, ул. Шевченко, 32, тел.: 28-42-08